# 蓝莲花 (歌曲)

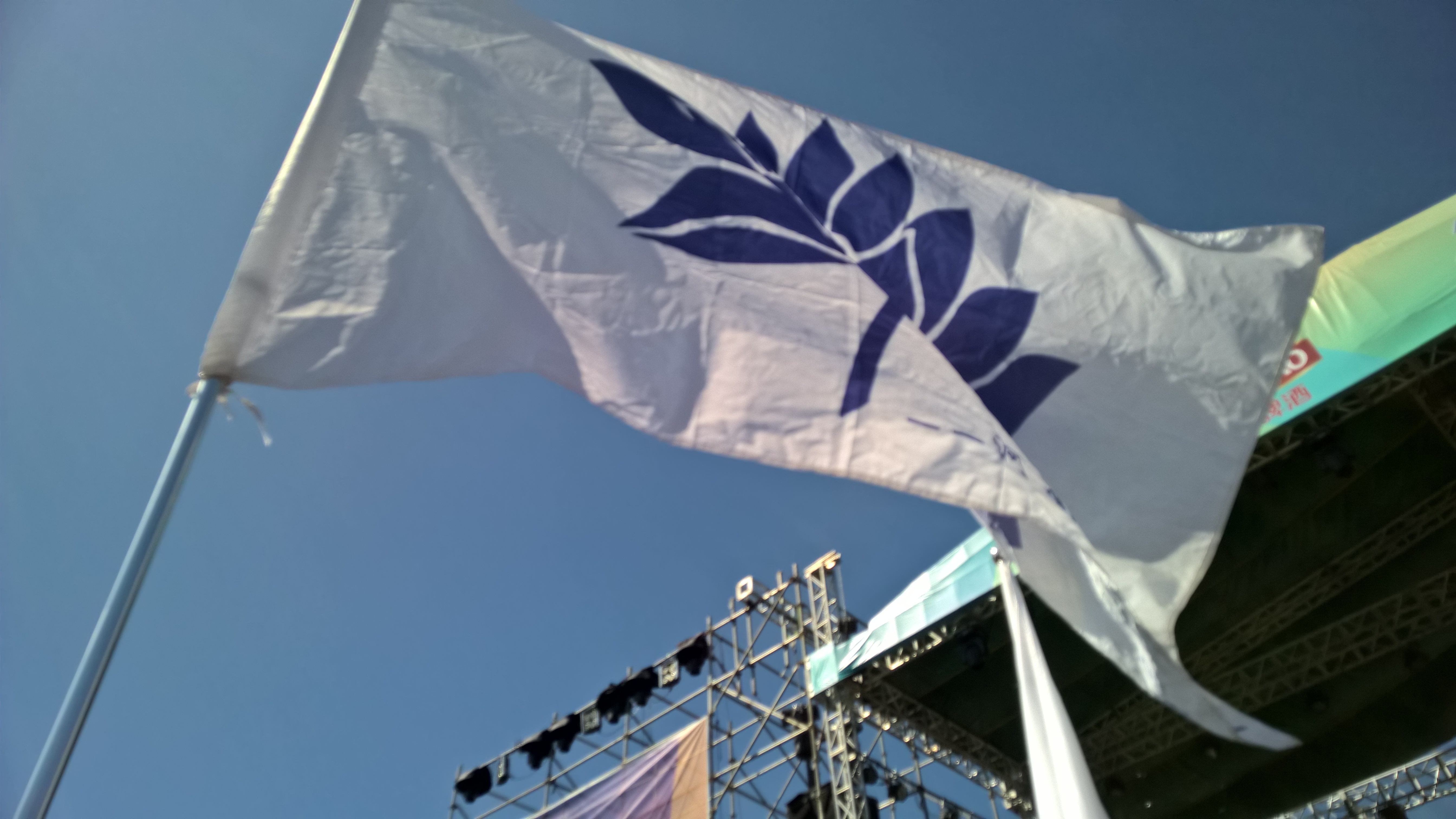
2015年9月12日河北省石家庄市热波音乐节，歌迷挥动的印有蓝莲花的旗帜

《蓝莲花》是中国大陆男歌手许巍致敬唐朝譯師玄奘三藏法师的一首歌曲，歌曲出自其第三张个人专辑《时光·漫步》，亦是其代表作品之一。

## 簡介
由于该歌曲对许巍本人的影响力，故在其演唱会或歌迷聚会时候，均会有歌迷挥动印有蓝莲花的旗帜或穿戴印有蓝莲花的T恤，同时亦有官方制作的刻有蓝莲花的吊坠等装饰。许巍参加的一些演出（例如2015年东方卫视跨年演唱会）也常会有蓝莲花的布景，其本人的一把吉他之上亦有粘贴蓝莲花贴纸。

## 其他用途
由于该歌曲第一句歌词“没有什么能够阻挡，你对自由的向往。”包含了向往自由之含义，故成为多数旅行爱好者旅途当中使用的歌曲之一。